# Robot Face
Robot Face, reso graficamente come <|°_°|> è il terzo album in studio del gruppo electro swing francese Caravan Palace, pubblicato il 16 ottobre 2015.

## Tracce
1. Lone Digger – 3:49
2. Comics – 3:32
3. Mighty (featuring JFTH) – 3:21
4. Aftermath – 3:05
5. Wonderland – 3:10
6. Tattos – 3:27
7. Midnight – 3:25
8. Russian – 4:01
9. Wonda – 3:44
10. Human Leather Shoes for Crocodile Dandies – 4:33
11. Lay Down – 3:08

## Classifiche
| Classifica  | Posizione massima |
| ----------- | ----------------- |
| Belgio      | 101               |
| Francia     | 51                |
| Svizzera    | 57                |
| Regno Unito | 6                 |
| USA         | 3                 |

Nel 2016 ha ottenuto una certificazione d'argento dalla Independent Music Companies Association che indicava che l'album ha venduto almeno 20 000 copie solo in Europa.